# Siarrouy
 Siarrouy  es una comuna y población de Francia, en la región de Mediodía-Pirineos, departamento de Altos Pirineos, en el distrito de Tarbes y cantón de Vic-en-Bigorre.
Su población en el censo de 1999 era de 387 habitantes.
Está integrada en la Communauté de communes Vic-Montaner.